# Maurice Duverger
Maurice Duverger (n. 5 iunie 1917, Angoulême, Poitou-Charentes, Franța – d. 16 decembrie 2014, Paris, Franța) a fost un jurist, sociolog, politolog și politician francez, născut în Angoulême, Charente. Duverger a început cariera ca jurist la Universitatea din Bordeaux, unde a înființat prima facultate de științe politice din Bordeaux.
Duverger a studiat evoluția sistemelor politice și a instituțiilor care operează în diverse țări, arătând o preferință pentru metodele empirice de investigație mai degrabă decât pentru raționamentul filosofic. El a elaborat o teorie care identifică o corelație între un sistem electoral uninominal majoritar și formarea unui sistem bipartid (Teoria lui Duverger). În timp ce analiza sistemul politic al Franței, a inventat termenul de sistem semiprezidențial.
Un comunist convins și admirator al Uniunii Sovietice, a scris, ca reacție la discursul din februarie 1956 al liderului sovietic Nikita Hrușciov, că Stalin nu a fost nici mai bun, nici mai rău decât majoritatea tiranilor care l-au precedat, adăugând că Partidul Comunist Rus era un organism viu ale cărui celule se reînnoiau continuu și că teama de epurări avea efectul de a menține militanții în tensiune, revigorându-le constant zelul.
Din 1989 până în 1994, a fost membru al Partidului Comunist Italian, ulterior Partidul Democrat de Stânga, în Parlamentul European. În 1981, a fost ales membru al Academiei Sârbe de Științe și Arte. A murit la vârsta de 97 de ani, pe 16 decembrie 2014.

## Teoria lui Duverger
În politologie, teoria lui Duverger este un un principiu care afirmă că alegerile prin vot pluralitar, organizate în circumscripții cu un singur mandat, tind să favorizeze un sistem bipartid. Aceasta este una dintre cele două ipoteze propuse de Duverger, a doua afirmând că „sistemul majoritar cu două tururi și reprezentarea proporțională tind să favorizeze multipartidismul.”

## Partide politice
Având ca punct de referință structura lor, Duverger, în cartea sa Les Partis Politiques (1951), a făcut distincția între partide bazate pe elită și partide de masă.
Partidele bazate pe elită pun mai mult accent pe calitatea membrilor decât pe cantitatea lor, afiliații fiind persoane cu influență mare la nivel local sau național. Ele au structuri flexibile, dezorganizate și, în general, slab disciplinate și lipsesc de un conținut pragmatic dezvoltat, permițând fiecărui membru o libertate de acțiune considerabilă. Finanțarea lor provine, de regulă, de la un sponsor, iar puterea lor se bazează pe reprezentanții aleși, fiind tipice partidelor de creație parlamentară, dependente de reputația și sprijinul binefăcătorilor.
Partidele de masă au o organizație sigură și o structură puternică, organizată piramidal, cu niveluri ierarhizate suprapuse. Membrii lor se identifică mai mult cu ideologia partidului decât cu liderul său, manifestând o adeziune abstractă. Deciziile se bazează pe participarea fiecărui membru, iar fondarea lor este asigurată prin contribuțiile membrilor, ceea ce îi determină să câștige cât mai mulți adepți. Aceste partide tind să se dezvolte odată cu extinderea dreptului de vot și a democrației.
De exemplu, partidele bazate pe elită desfășoară adesea o activitate politică sporadică, concentrată pe alegeri. Dezavantajul acestui mod de operare, în raport cu partidele concurente (care manifestă o muncă politică permanentă și o structură disciplinată și organică), îi determină să își modifice organizarea pentru a deveni partide de masă.

## Lucrări
- Les partis politiques (1951)

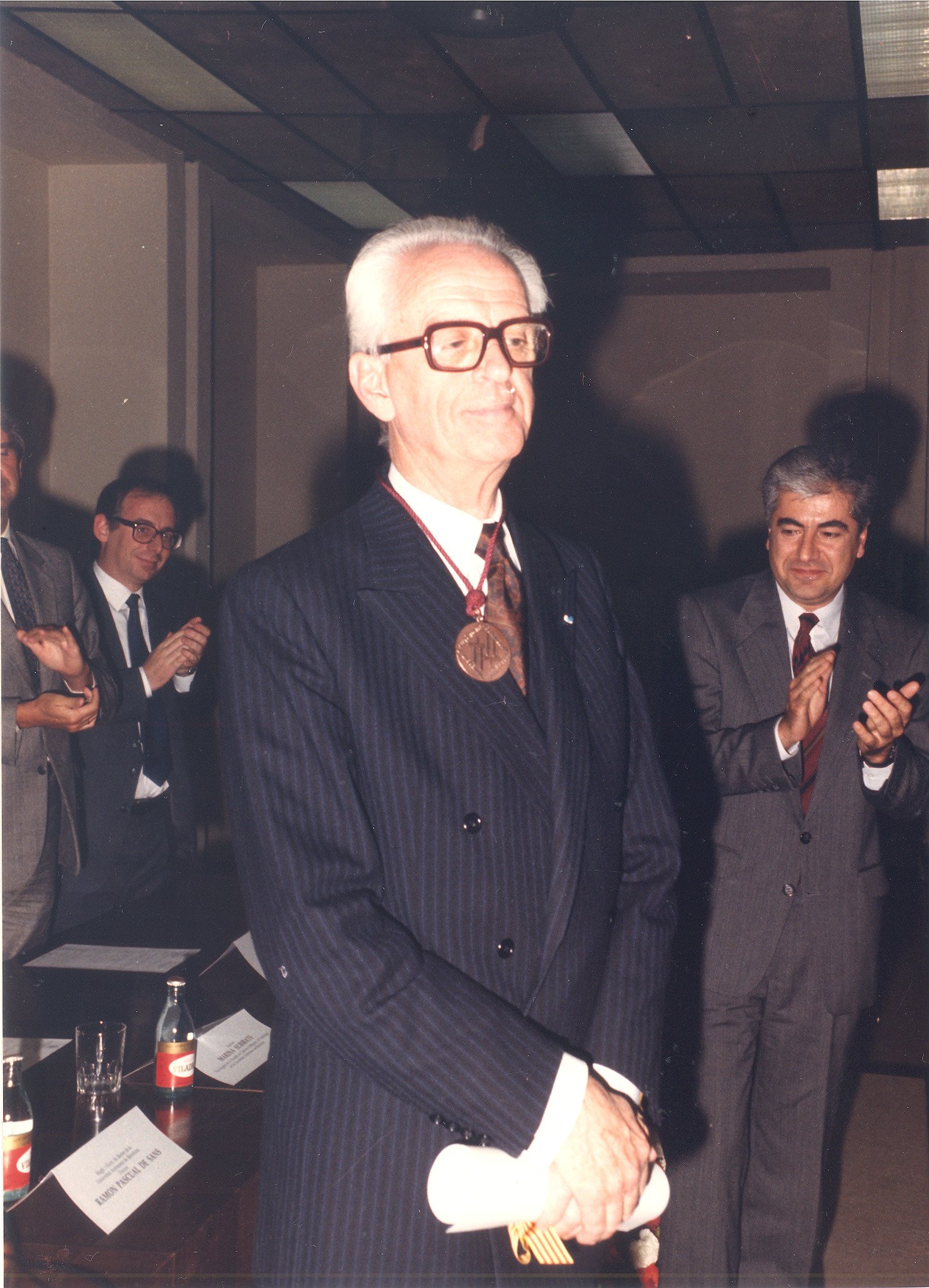
Recepția Honoris Causa pe 15 iunie 1988

- La participation des femmes à la vie politique (1955)
- Les finances publiques (1956)
- Méthodes de la science politique (1959)
- De la dictature (1961)
- Méthodes des Sciences sociales (1961)
- Introduction à la politique (1964)
- Sociologie politique (1966)
- La démocratie sans les peuples (1967)
- Institutions politiques et Droit constitutionnel (1970)
- Janus: les deux faces de l'Occident (1972)
- Sociologie de la politique (1973)
- L'autre côté des choses (1977)
- King's Mate (1978)
- Les orangers du lac Balaton (1980)
- Factors in a Two-Party and Multiparty System, in Party Politics and Pressure Groups (New York: Thomas Y. Crowell, 1972), p. 23–32.
- Political Parties: Their Organization and Activity in the Modern State
- The Study of Politics ISBN: 0-690-79021-X
- La République des Citoyens (1982) ISBN: 2-85956-311-3
- Lettre Ouverte aux Socialistes (Collection Lettre ouverte) ISBN: 2-226-00326-6
- Modern Democracies: Economic Power Versus Political Power ISBN: 0-03-077280-X
- La Cohabitation des Français ISBN: 2-13-041498-2
- Europe des Hommes: Une Métamorphose Inachevée (1994) ISBN: 2-7381-0262-X
- The Idea of Politics: the Uses of Power in Society (1966)
- The French Political System
- L'Europe dans tous ses États (1995)